# Ole Andreasen
 Ikke at forveksle med Ole Andresen.
Ole Andreasen (født 30. juli 1939 på Frederiksberg) er en dansk journalist og EU-parlamentariker.

## Erhvervskarriere
Han startede sin karriere på Vestkystens redaktion i København i 1958 og kom i 1960 til Dagbladet Børsen og senere til Kristeligt Dagblad.
Han skiftede i 1963 til TV-Aktualitetsafdelingen i Danmarks Radio.
I 1975 blev Andreasen chefredaktør for Fyns Tidende og kom i 1976 til Carlsberg-Tuborg Bryggerierne, hvor han fra informationschef steg til underdirektør og vicedirektør. Mens han var informationschef på Carlsberg, medvirkede han som tv-speaker i Olsen-banden deruda' (1977), og siden var han resumefortæller gennem alle afsnit af tv-serien Matador (1978-81).

## Politisk karriere
Ole Andreasen blev medlem af Venstre i 1975, og i perioden 1978-82 var han valgt ind i kommunalbestyrelsen i Gentofte. I 1997 blev han medlem af partiets hovedbestyrelse, og to år senere blev han opstillet og valgt som medlem af Europaparlamentet. Her sad han i en enkelt valgperiode til 2004.